# 洛林的卡爾·亞歷山大王子
洛林的卡爾·亞歷山大（德語：Karl Alexander von Lothringen，1712年12月12日—1780年7月4日），洛林公爵利奧波德之子、法蘭索瓦三世之弟，當法蘭茲與瑪麗婭·特蕾西婭結婚後，卡爾於1737年加入帝國服務，1740年成為神聖羅馬帝國陸軍元帥。
他曾參與奧地利王位繼承戰爭擔任指揮官，卻在查圖西茨會戰及霍亨弗里德堡戰役被普魯士國王腓特烈二世擊敗。又在1746年的羅庫戰役與法軍對敵中吃敗仗。後來擔任奧屬尼德蘭總督。在七年戰爭中率領奧地利軍參與布拉格戰役，第三次敗在「軍事天才」腓特烈手上，又在布雷斯勞戰役小挫。他最後一次與腓特烈大帝交手是洛伊滕會戰。他在奧軍以慘敗收場後被撤換。他後來於1761年加入條頓騎士團，直至1780年死去。